# 7mm Weatherby Magnum
El 7 mm Weatherby Magnum es un cartucho metálico de fuego central para rifles calibre 7 mm (.284"), desarrollado por Roy Weatherby, siendo uno de los primeros de la línea lanzados por su compañía en la década de 1940.

## Historia
El 7mm Weatherby Magnum fue creado por Roy Weatherby a inicios de los años 1940. Su diseño, al igual que otros cartuchos desarrollados por Weatherby, se basa en el casquillo del .300 Holland & Holland Magnum al que se le ajusta el cuello para alojar un proyectil de .284 pulgadas de diámetro, presentando un hombro de doble radio y acortado la longitud del casquillo original para que pueda ser usado en un cajón de mecanismos de longitud estándar, de similar longitud que el .270 Winchester o .30-06 Springfield.
El 7 mm Weatherby Magnum nunca logró la popularidad esperada que los demás calibres desarrollados por Roy Weatherby lograron obtener en los años 1950, cuando la compañía creció. 
Sin embargo, el 7mm Remington Magnum introducido en 1962 con capacidades balísticas similares, logró ganar popularidad de manera casi inmediata. Aun así, el .7mm Weatherby Magnum, 18 años mayor, ofrece una performance ligeramente superior al más popular 7mm Rem Mag, siendo también alimentado de un mecanismo de longitud estándar, lo que no generaría ninguna ventaja con respecto a los costos de producción de rifles de similares características o una eficiencia en el peso de estos.

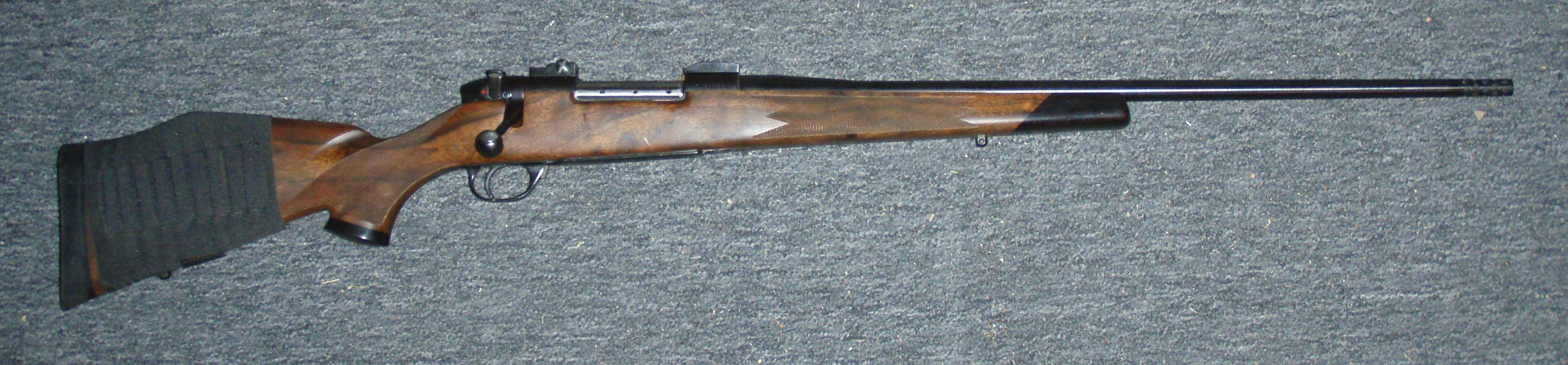
Weatherby Mark V en 7 mm Weatherby Magnum

## Uso deportivo
El 7mm Weatherby Magnum es sumamente adecuado para cazar cérvidos medianos como el venado de cola blanca, corzos o el ciervo mula, entre otros, así como para abatir animales de mayor talla como el ciervo rojo, wapiti y el alce, a distancias considerables debido al alto coeficiente balístico que ostentan los proyectiles calibre .7mm en general, complementado con el casquillo belted magnum que permite cargas máximas de hasta 80 granos aproximadamente con ciertas pólvoras,otorgando una rasante que lo vuelve también una opción sumamente versátil para la caza de montaña, tanto de cérvidos como de carneros y cabras. Con la munición adecuada, de expansión controlada o proyectiles monolíticos, el 7mm Wby Mag puede incluso ser utilizado para cazar animales incluso más grandes, como por ejemplo los Osos grandes y el Bisonte americano.
Al igual que otros belted magnums, el retroceso del arma cuando es disparada puede ser fuerte, y debido a las altas presiones, características de los cartuchos Weatherby Magnum, este puede ser incluso hasta más violento, aunque no tan fuerte como el retroceso que generan otros cartuchos magnum de mayor calibre como, el más popular .300 Weatherby Magnum. 

## Performance
Al momento de elegir el peso de munición a usar se debe tomar en cuenta el ratio de giro del cañón del arma, ya que los 7mm Weatherby manufacturados en Alemania occidental usaban cañones con ratios de giro de 1 revolución en 12 pulgadas mientras que los más modernos producidos en Estados Unidos usan un ratio de giro de 1:10 para estabilizar balas más pesadas. Un ratio de giro de 1:12 es adecuado para estabilizar proyectiles hasta de 150 granos, mientras que 1:10 para munición de hasta 175 granos. 
Actualmente, la tendencia a disparar proyectiles pesados para el calibre, es un factor que puede ser contraproducente para la popularidad del 7mm Wby Mag, debido al paso de 1:10 que limita el peso de los proyectiles a estabilizar con respecto de otras alternativas del mismo calibre más modernas. Situación que no sucede con el 7mm Rem Mag, cuyos cañones cuentan con tradicionalmente con un paso de 1:9 y que incluso actualmente se producen con un paso de 1:8" permitiéndole estabilizar las balas más pesada y de alto coeficiente balístico. 
Sin embargo, el 7mm Wby Mag es capaz de estabilizar proyectiles que otorgan la combinación de una excelente rasante y un coeficiente balístico nada despreciable para efectos cinegéticos, volviéndolo una opción sumamente versátil para ser usada específicamente para la caza mayor de especies de un gran rango de tamaño, superando ligeramente, en casi todo aspecto, al más popular de los cartuchos de .284"; el 7mm Rem Mag, excepto en disponibilidad de munición y tiempo de vida del cañón. 
Cargado con un proyectil Nosler Partition, de 140 granos y centrado 3 pulgadas sobre el punto de impacto a 100 yardas, de un cañón de 26 pulgadas, el 7mm Wby Mag, alcanzando una velocidad de 3,200 pies por segundo en la boca del cañón, caerá 9 pulgadas a 400 yardas, es decir, que el cazador podrá realizar un tiro a semejante distancia apuntando en la paletilla un poco mas arriba de lo acostumbrado. Con un proyectil A-Max, de 162 granos, centrado de la misma manera y alcanzando la misma velocidad inicial, el 7mm Wby Magnum solo caerá 7 pulgadas a 400 yardas.